# Midwayski atol
Midwayski atol [midvéjski atól] (ali tudi otok Midway ali samo Midway), je atol s površino 2,4  km², ki leži v severnem Tihem oceanu, blizu severozahodnega konca Havajskega otočja, nekje na tretjini poti med Honolulujem in Tokiom. Sestavljajo ga prstanast koralni greben in nekaj peščenih otočkov. Atol ponuja življenjski prostor številnim morskim pticam.
Najbolj je znan kot prizorišče znamenite bitke za Midway v drugi svetovni vojni.
Atol je odvisno ozemlje ZDA.